# تشارلز ديفيس (كرة سلة)
تشارلز ديفيس (بالإنجليزية: Charles Davis)‏ مواليد 18 أبريل 1984 في سلما، هو لاعب كرة سلة أمريكي. بدأ مسيرته الاحترافية في سنة 2006. يبلغ طوله 6 قدم 8.5 بوصة (2.0 م).

## المسيرة الاحترافية
لعب مع نادي أوستند لكرة السلة في موسم 2007–2008، ثم لعب مع بانفيت لكرة السلة في الدوري التركي من سنة 2009 إلى 2015، ثم لعب مع غلطة سراي لكرة السلة في سنة 2016.

## روابط خارجية
- تشارلز ديفيس على موقع الاتحاد الدولي لكرة السلة (الإنجليزية)
- تشارلز ديفيس على موقع كرة السلة الأوروبية.كوم (الإنجليزية)
- تشارلز ديفيس على موقع DraftExpress.com (الإنجليزية)
- تشارلز ديفيس على موقع كلية كرة السلة في سبورتس رفرنس.كوم (الإنجليزية)
- تشارلز ديفيس على موقع ريلجم (الإنجليزية)
- تشارلز ديفيس على موقع بروبوليرز (الإنجليزية)
- تشارلز ديفيس على موقع سبورتس رفرنس (الإنجليزية)